# パンチ田原
パンチ田原（パンチたはら、1970年11月2日 - ）は、日本のプロレスのリングアナウンサー兼レフェリー。本名：田原 博士（たはら ひろし）。

## 経歴
- 1992年9月22日、全日本女子プロレス須賀川市体育館大会の前川久美子対長谷川智香子戦でリングアナデビュー。
- それ以前には全日本プロレスでリングスタッフをしており、2020年9月1日をもって業界30周年を迎えた[1]。
- リング周り（プロレス用、格闘技用リングからケージ、パイプいす、鉄柵など）レンタル業、リングスタッフを経営[2]。この関りから男子インディー団体、女子プロレス、格闘技大会まで幅広くかかわる。
- みちのくプロレス時代に人手不足からレフェリーも担当して以来、レフェリー業も行っている（両方兼任担当ということもある）。また、PRIDEシリーズ（DSE）では公式記録員であった[2]。
- 2022年に自身のデビュー30周年記念興行を開催予定。

## 人物
- 好物 : 納豆、もずく
- 趣味 : 東北温泉巡り
- 資格 : 大型自動車免許、日本赤十字社救急法救急員、全日本剣道連盟認定二段

## リングアナウンサー出場実績
- 全日本女子プロレス
- JWP女子プロレス
- LLPW-X
- OZアカデミー女子プロレス
- M's Style
- センダイガールズプロレスリング
- プロフェッショナルレスリング藤原組
- WAR
- オリエンタルプロレス
- 格闘技塾 武輝道場
- ユニオンプロレス
- みちのくプロレス
- 新格闘プロレス
- I.W.A.JAPAN
- 新東京プロレス
- 大日本プロレス
- レッスル夢ファクトリー
- 格闘探偵団バトラーツ
- 闘龍門JAPAN
- フーテン プロモーション
- Dragondoor
- ビッグマウス・ラウド
- CMLL JAPAN
- 闘龍門2000プロジェクト
- リングスタッフ
- 誠心会館
- SASUKE組
- MOBIUS
- レインボープロモーション
- アルファジャパンプロモーション
- 新宿プロレス
- 大建工事プロレス
- プロフェッショナルレスリングJUST TAP OUT
- 夢の懸け橋
- レスリングフェスティバル'99
- 力道山メモリアル
- INOKI BOM-BA-YE 2000
- UVF
- FREE HAND
- 士道館
- マーシャルアーツ日本キックボクシング連盟
- 東海オンエア「ジムに通ったしばゆーvs漫画を読みこんだてつや」[3][4]